# プニュクス

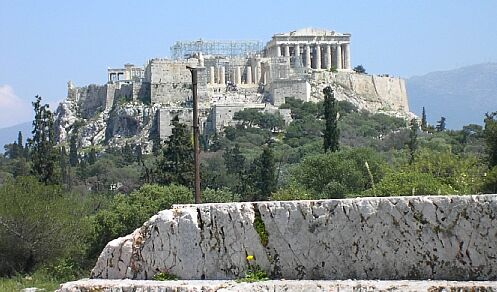
プニュクスの演壇。背後にアテナイのアクロポリスが見える。撮影者は東を向いている。

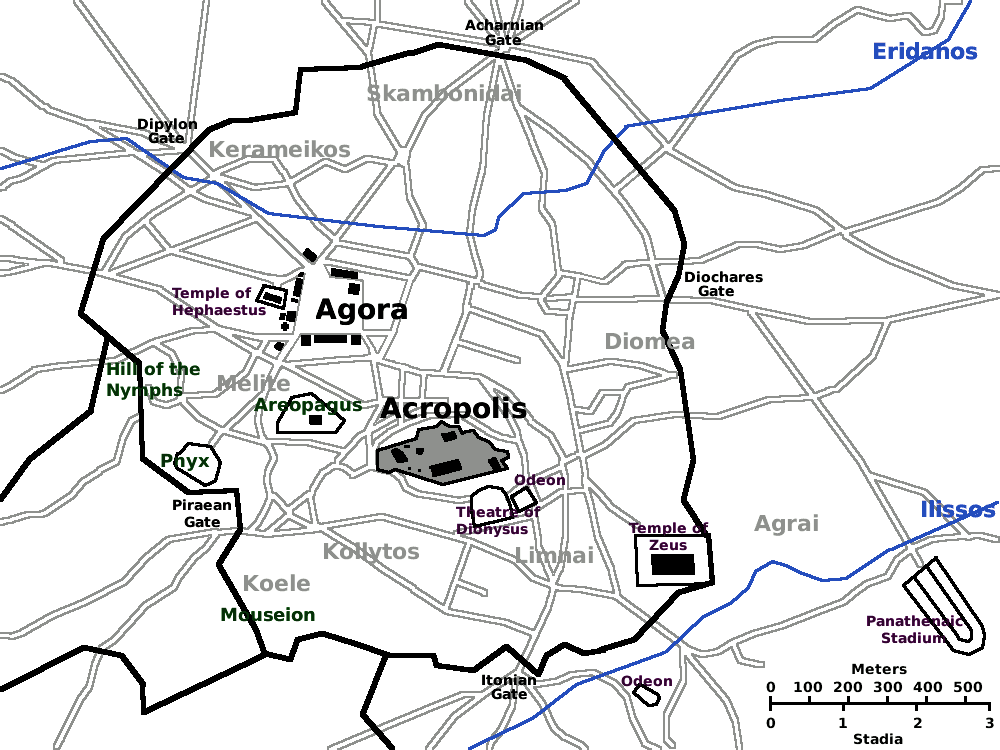
アテナイの地図。プニュクスは南西に位置する。

プニュクス（ギリシア語: Πνὐξ, Pnyx）は、ギリシャの首都アテネの中心部の丘の古代ギリシア語での呼称。現代ギリシア語ではプニカ（Pnika、Πνύκα）と呼ぶ。アテナイのアクロポリスの丘の西1km弱のところにあり、シンタグマ広場の南西1.6kmの位置にある。

## 概要
パルテノン神殿のような古代アテネの建築に比べると、プニュクスは相対的に地味である。周辺を緑に囲まれた小さな岩だらけの丘で、浸食された平らな岩の演壇があり、周囲の斜面に沿って階段が彫られている。そのような地味な外観にもかかわらず、アテネでもそして世界的にも非常に重要な場所である。プニュクスは世界初の民主的立法府、すなわちアテネの民会が会議を開催した場所で、平らな岩のプラットフォームは bema と呼ばれる演説者の演壇だった。プニュクスは古代ギリシアの原則のひとつ「イセゴリア (isēgoria, ισηγορία)」を具現化している。イセゴリアとは「言論の平等」、すなわちあらゆる市民が政治方針について発言する平等な権利を有するという考え方である。古代ギリシアの民主政の他の2つの原則は、「イソノミア (isonomia, ισονομία)」すなわち「法の下の平等」と「イソポリテイア (isopoliteia, ισοπολιτεία)」すなわち「投票における平等」と「政治に携わる機会の平等」である。イセゴリアの権利は、プニュクスでの集会の司会役を務める者が、個々の討論の開始に当たって発する "Τίς ἀγορεύειν βούλεται;"（「話したいのは誰か?」）という言葉に表されている。
プニュクスは、クレイステネスが権力を市民に譲渡した紀元前507年ごろからアテネでの市民集会に使われ始めた。当時そこは市内ではなかったが、非常に近かったので集会には便利だった。プニュクスの丘は商業および社会の中心地だったアゴラを見下ろす位置にあった。
この場所で、アテナイのいわゆる「黄金時代」の大きな政治闘争が繰り広げられた。ペリクレス、アリステイデス、アルキビアデスらはアテーナーの神殿であるパンテオンが見えるこの場所で演説した。デモステネスがピリッピカと呼ばれるピリッポス2世への激しい攻撃演説を行ったのもここだった。

## アテナイの民主主義
フランスの古典学者 Robert Flacelière は、プニュクスには最大で2万人の市民が立った状態で集まることができたとした。bema の前の草地は古代には岩がむき出しになっていて、約6,000人がそこに立つことができた。この人数は当時政治的活動に参加していた市民の人数（市内で生まれた奴隷でない男子、または成人の20%）の推定値とすることができる。そこには500人の評議員のための木製の座席があった。彼らは集会で選ばれ、都市の日常業務を遂行する人々である。後に高官を雨や陽射しから守るため、2つの柱廊または壁のある回廊が建設された。
理屈の上では全市民がここで演説する権利を平等に有するとされた。実際にはアテナイも階級社会であり、リーダーと認められた者が議事進行を支配する傾向があった。その多くはかつてアテナイを支配していた古い貴族の家系に属していたが、貧しい者が巧みな話術で民衆の心をつかむことができれば注目されるようになる。50歳を越えた市民が優先的に演説できるという規則があった。
ペロポネソス戦争での非常事態の際に寡頭政による権力掌握が行われ、紀元前411年と紀元前404年の2回、アテナイの民主政が中断した。三十人政権と呼ばれるスパルタの影響で生まれた寡頭政だったが、紀元前403年には再び民主政に戻りプニュクスでの集会が再開された。紀元前338年、カイロネイアの戦いで敗れたアテナイはピリッポス2世に征服された。しかし、デモステネスの反乱が起きた紀元前322年までは内政を民主的に実施していた。彼の死後も、アテナイでは内政を民主的に運営し、それがしばらく続いた。

## 発掘

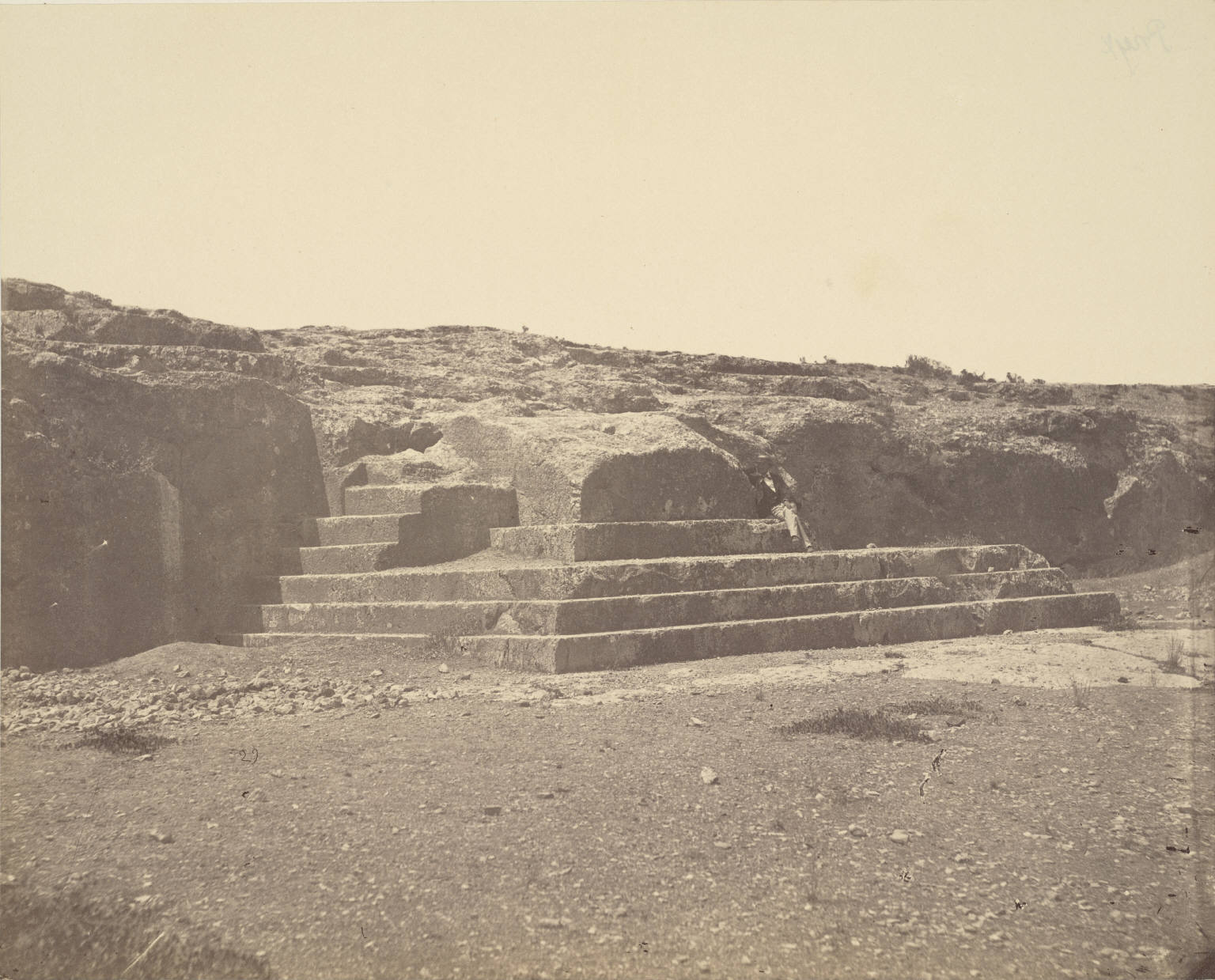
1865年から1895年ごろに撮影されたプニュクスの階段。西に向いて撮影。

1910年、ギリシャ考古学会がこの場所の発掘を開始し、そこが間違いなくプニュクスであることを確認した。1930年から1937年まで Homer Thompson が数回に渡って大規模な発掘調査を行った。
発掘によってプニュクスにあった主要な建築物の基礎が見つかったが、それら以外には何も出土しなかった。紀元前330年と紀元前326年の間に建てられた2つの大きな柱廊、同時期に建てられたゼウスの祭壇（アウグストゥスが後に撤去させた）、ゼウスの聖域などである。しかし、それらはいずれもプニュクスが政治的重要性を失った後に建てられたものである。
今日、プニュクスの遺跡はギリシャ文化省の先史・古代部門が管理している。周辺の緑地はフェンスで囲まれているが、日中であれば誰でも無料で見学できる。